# 伊丹安広
伊丹 安広（いたみ やすひろ、1904年2月17日 - 1977年10月19日）は、香川県出身の野球選手。

## 経歴
佐賀中学校から早稲田大学へ進学し、捕手として活躍。1926年（大正15年）東京六大学野球春季リーグでは、早大後輩で前年秋の初代首位打者に輝いた芥田武夫に次ぎ、第2回目の首位打者を獲得している。
卒業後は東京倶楽部でプレーし、都市対抗野球大会の連覇に貢献。東京六大学野球、全国中等学校優勝野球大会で審判員も務めた。
1940年から母校早稲田大学の監督に就任し、4年間務めた。
戦後は日本学生野球協会の結成に関わり、アメリカ軍によって接収された神宮球場の返還にも奔走した。
その後は明治神宮外苑長を務め、社会人野球の日本鋼管、東芝の監督を歴任した。
高校の後輩で東芝に所属していた永淵洋三を近鉄バファローズの代表である芥田武夫に紹介し、永淵はテストに合格したのちドラフト2位で近鉄に入団している。
1978年に特別表彰で野球殿堂入り。

## 著書
- 『学生野球』旺文社、1950年
- 『野球の父 安部磯雄先生』 早稲田大学出版部、1965年
- 『一球無二　わが人生の神宮球場』ベースボール・マガジン社、1978年